# Алекс Букарски
Алекс Букарски (на македонска литературна норма: Алекс Букарски) е писател от Северна Македония. Той е роден през 1984 година в Битоля и към 2008 година е студент по Филология в Скопския университет „Свети Кирил и Методий“. Автор е на повече от 50 разказа, публикувани в интернет и във вестник „Време“, където известно време води собствена рубрика. През 2008 година в София е издаден на български сборникът „Люде, на които не им се отваря парашутът“.